# Терсо (Квебек)
Терсо (фр. Thurso) је град у Канади у покрајини Квебек. Према резултатима пописа 2011. у граду је живело 2.455 становника.

## Становништво
Према резултатима пописа становништва из 2011. у граду је живело 2.455 становника, што је за 6,8% више у односу на попис из 2006. када је регистровано 2.299 житеља.
| 2006. | 2011. |
| ----- | ----- |
| 2.299 | 2.455 |